# زمین‌لرزه ۱۹۹۸ پرتغال
زمین‌لرزه پرتغال  در تاریخ ۹ ژوئیه ۱۹۹۸ میلادی، برابر با ‎۱۸ تیر ۱۳۷۷، ساعت ۵:۱۹:۰۷ به زمان یوتی‌سی در پرتغال رخ داد. ژرفای این زلزله ۶٫۱ کیلومتر بود، و بزرگی آن ۶٫۱ در مقیاس Mw اعلام شده‌است. زمین‌لرزه به وقت محلی در روز پنج‌شنبه، ساعت ۴ روی داده و منطقه زمانی آن یوتی‌سی -۱ بوده‌است (با لحاظ تغییر ساعت تابستانی).
سازمان زمین‌شناسی آمریکا نیز رومرکز این زمین‌لرزه را در مختصات ۳۸°۳۹′۰۰″شمالی ۲۸°۳۷′۳۴″غربی / ۳۸٫۶۵°شمالی ۲۸٫۶۲۶°غربی و ژرفای آنرا در ۱۰ کیلومتر گزارش کرده‌است. بزرگی برگزیدهٔ این سازمان از میان بزرگیهای محاسبه‌شدهٔ مختلف ۶٫۲ در مقیاس Mw بوده و از دید اثر، در میان چهار دسته‌بندی «نامحسوس»، «محسوس»، «زیان‌آور» یا «با تلفات»، زلزله را «با تلفات» اعلام کرده‌است.
پروژهٔ «تنسور گشتاور مرکزوار» زاویه‌های (راستا، شیب، ریک) گسل سازندهٔ زمین‌لرزه و صفحه عمود بر آنرا (°۲۴۱، °۸۲، °۱۸۰-) یا (°۱۵۱، °۹۰، °۸-) و نوع گسل را «امتدادلغز» فرارسانده‌است.
شمار کشتگان زلزله حدود ۱۰ نفر بوده‌است.تعداد زخمیان ۱۰۰ نفر برآورده شده‌است.بی‌خانمان شدگان نیز ۱۰۰۰ نفر اعلام شده‌است.